# Sławoborze (gromada)
Sławoborze – dawna gromada, czyli najmniejsza jednostka podziału terytorialnego Polskiej Rzeczypospolitej Ludowej w latach 1954–1972.
Gromady, z gromadzkimi radami narodowymi (GRN) jako organami władzy najniższego stopnia na wsi, funkcjonowały od reformy reorganizującej administrację wiejską przeprowadzonej jesienią 1954 do momentu ich zniesienia z dniem 1 stycznia 1973, tym samym wypierając organizację gminną w latach 1954–1972.
Gromadę Sławoborze z siedzibą GRN w Sławoborzu utworzono – jako jedną z 8759 gromad na obszarze Polski – w powiecie kołobrzeskim w woj. koszalińskim na mocy uchwały nr 43/54 WRN w Koszalinie z dnia 5 października 1954. W skład jednostki weszły obszary dotychczasowych gromad Sławoborze, Stare Ślepce i Rokosowo ze zniesionej gminy Sławoborze w powiecie kołobrzeskim oraz obszar dotychczasowej gromady Zagrody ze zniesionej gminy Lekowo w powiecie białogardzkim w tymże województwie. Dla gromady ustalono 16 członków gromadzkiej rady narodowej.
13 listopada 1954 (z mocą wstecz od 1 października 1954) gromadę włączono do nowo utworzonego powiatu świdwińskiego w tymże województwie, gdzie ustalono dla niej 16 członków gromadzkiej rady narodowej.
29 lutego 1956 do gromady Sławoborze włączono wieś PGR Krzycko z gromady Biały Zdrój w tymże powiecie.
1 stycznia 1958 do gromady Sławoborze włączono obszar zniesionej gromady Mysłowice w tymże powiecie.
31 grudnia 1959 do gromady Sławoborze włączono wieś Ciechnowo ze zniesionej gromady Biały Zdrój w tymże powiecie.
31 grudnia 1961 do gromady Sławoborze włączono wsie Kłodzino i Dołganów ze zniesionej gromady Nielep w tymże powiecie oraz obszar gruntów PGR Rokosowo (37,23 ha) z gromady Karlino w powiecie białogardzkim w tymże województwie. Z gromady Sławoborze wyłączono natomiast obszary dwóch kompleksów gruntów PGR Sidłowo (10,35 ha i 4 ha), włączając je do gromady Podwilcze w powiecie białogardzkim w tymże województwie
31 grudnia 1971 do gromady Sławoborze włączono wsie Jastrzębniki i Słowieńsko ze zniesionej gromady Lekowo w tymże powiecie.
Gromada przetrwała do końca 1972 roku, czyli do kolejnej reformy gminnej. 1 stycznia 1973 – tym razem w powiecie świdwińskim – reaktywowano gminę Sławoborze.